# Parque de Santa María (métro de Madrid)
Parque de Santa María est une station de la ligne 4 du métro de Madrid. Elle est établie sous la rue Santa Virgilia, dans le quartier de Santa María, de l'arrondissement d'Hortaleza, à Madrid en Espagne.

## Situation sur le réseau
La station est située entre San Lorenzo au sud-est, en direction de Argüelles et Hortaleza au sud-ouest, en direction de Pinar de Chamartín.
Elle possède deux voies et deux quais latéraux.

## Histoire
La station est ouverte le 15 décembre 1998, quand est mis en service un prolongement de la ligne depuis Mar de Cristal. Elle demeure le terminus de la ligne jusqu'au 11 avril 2007, quand un prolongement est mis en service jusqu'à Pinar de Chamartín.

## Services aux voyageurs

### Accès et accueil
La station possède deux accès équipés d'escaliers et d'escaliers mécaniques, auxquels s'ajoute un accès direct par ascenseur depuis l'extérieur.

### Intermodalité
La station est en correspondance avec les lignes d'autobus no 9, 107 et N2 du réseau EMT.